# Daewoo Lanos
El Daewoo Lanos fue un automóvil compacto del segmento B/segmento C (turismo), construido por GM Daewoo, FSO y AvtoZAZ entre 1997 y 2020.

## Historia
En 1992, Daewoo disolvió su acuerdo con General Motors, y comenzó a desarrollar sus propios vehículos. El Lanos se pensó como un sucesor del Daewoo Cielo/Nexia/Lemans (vendido en Chile como el Daewoo Racer/Heaven, y en Alemania como el Opel Kadett), para cubrir el hueco en el segmento B (para el cual estaba pensado el Lanos) y su diseño se encargó a la firma de diseño italiana Giorgetto Giugiaro. 
Tras diversos estudios y modelos en arcilla, se recibió en 1994 el Daewoo N.º 1, un descapotable de tres puertas, cuyo frontal y trasera eran idénticos a la variante de cinco puertas del Lanos.
Después de 30 meses de pruebas, el Lanos estuvo listo para su producción en Corea del Sur, y poco tiempo después, se inició su producción en Europa.

## Desarrollo
En 1992, Daewoo disolvió su empresa conjunta con General Motors y, al mismo tiempo, se tomó la decisión de desarrollar de forma independiente sustitutos para los productos contemporáneos de Daewoo Motors, basados en modelos más antiguos de General Motors. El programa de desarrollo de Lanos se inició formalmente en otoño de 1993, con el objetivo de crear un automóvil que sustituyera al Daewoo Nexia como el pequeño automóvil familiar de Daewoo. 
El proyecto comenzó con un estudio comparativo de modelos en competencia de 20 fabricantes diferentes, siendo Toyota Tercel, Opel Astra y Volkswagen Golf los más competitivos. Se encargó a cuatro estudios de diseño que entregaran modelos de arcilla que presentaran sus ideas para el estilo del nuevo modelo. Se eligió el diseño de Giorgetto Giugiaro y se encargó a Italdesign que desarrollara el estilo exterior e interior final del automóvil. La parte técnica del proyecto fue realizada simultáneamente por el centro de desarrollo de Daewoo en Corea del Sur, así como por los proveedores y contratistas que participaron en el desarrollo de componentes particulares. Esto incluía a AC Rochester (componentes del motor), Delco Chassis Division (frenos, incluido ABS), GM Powertrain (transmisión automática), Italdesign (carrocería, análisis estructural, sistema eléctrico, construcción de prototipos), PARS Passive Rückhaltesysteme GmbH (airbags) y Porsche (concepto del vehículo: investigación, análisis estructural, componentes de suspensión y frenos, y supervisión de la producción experimental).

A finales de 1995, se habían construido 150 prototipos (que incluían tres estilos de carrocería). El programa de desarrollo implicó pruebas exhaustivas en una multitud de lugares. Las pruebas de seguridad incluyeron pruebas de estabilidad y durabilidad a alta velocidad en Inglaterra, y pruebas de frenos en el Großglockner en Austria. Las pruebas a baja temperatura se llevaron a cabo en Canadá, Suecia (Arjeplog) y Rusia (Moscú, Khabarovsk), mientras que las pruebas a alta temperatura se llevaron a cabo en los EE. UU. (Death Valley), Omán (Nizwa), Australia (Alice Springs), España (Barcelona) e Italia (Nardò). El programa se completó en un tiempo extraordinario de solo 30 meses desde la aprobación hasta el comienzo de la producción a gran escala del sedán Lanos para el mercado coreano. La producción para el mercado europeo comenzó en 1997.

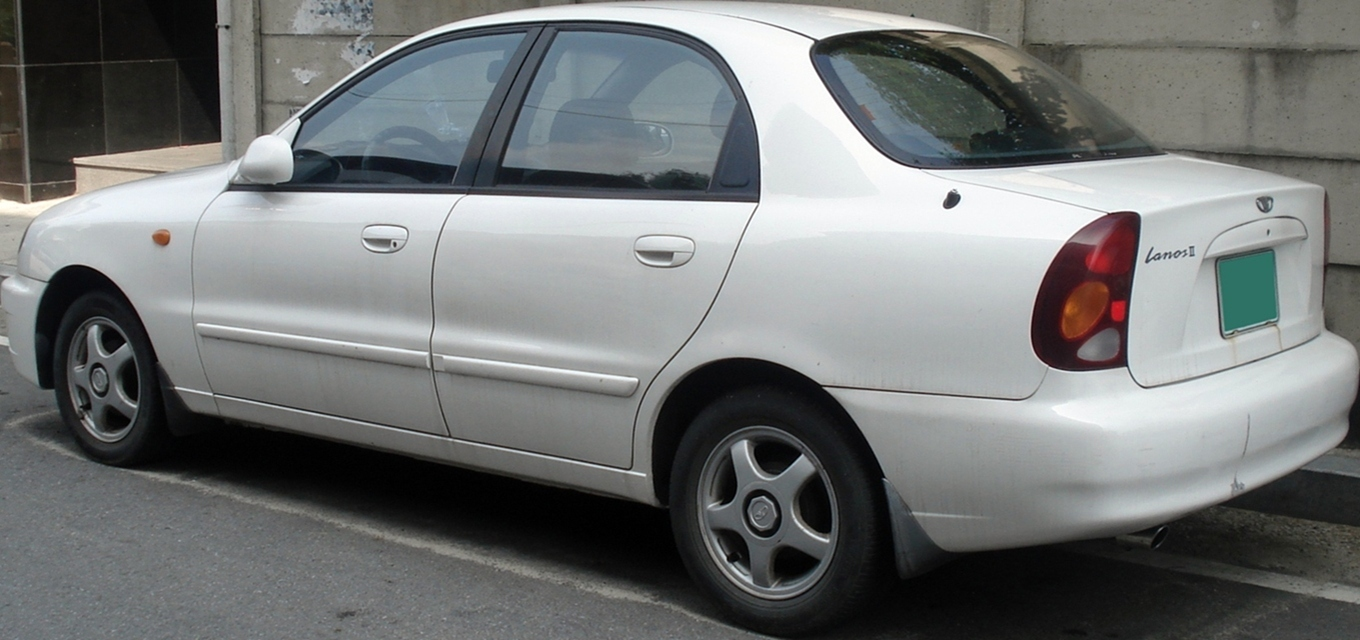
2001 Daewoo Lanos (T150) sedán
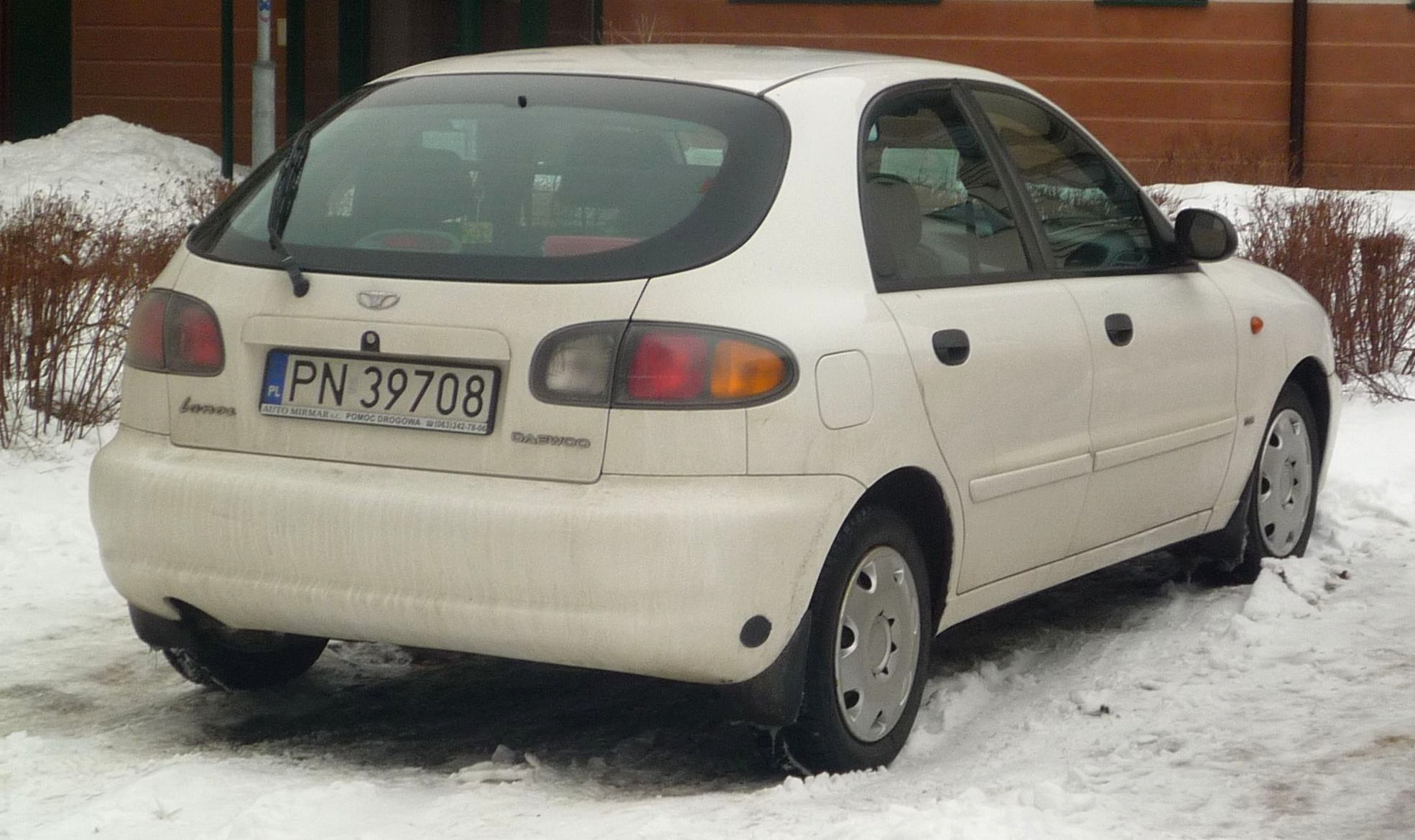
Daewoo Lanos (T150) compacto de cinco puertas
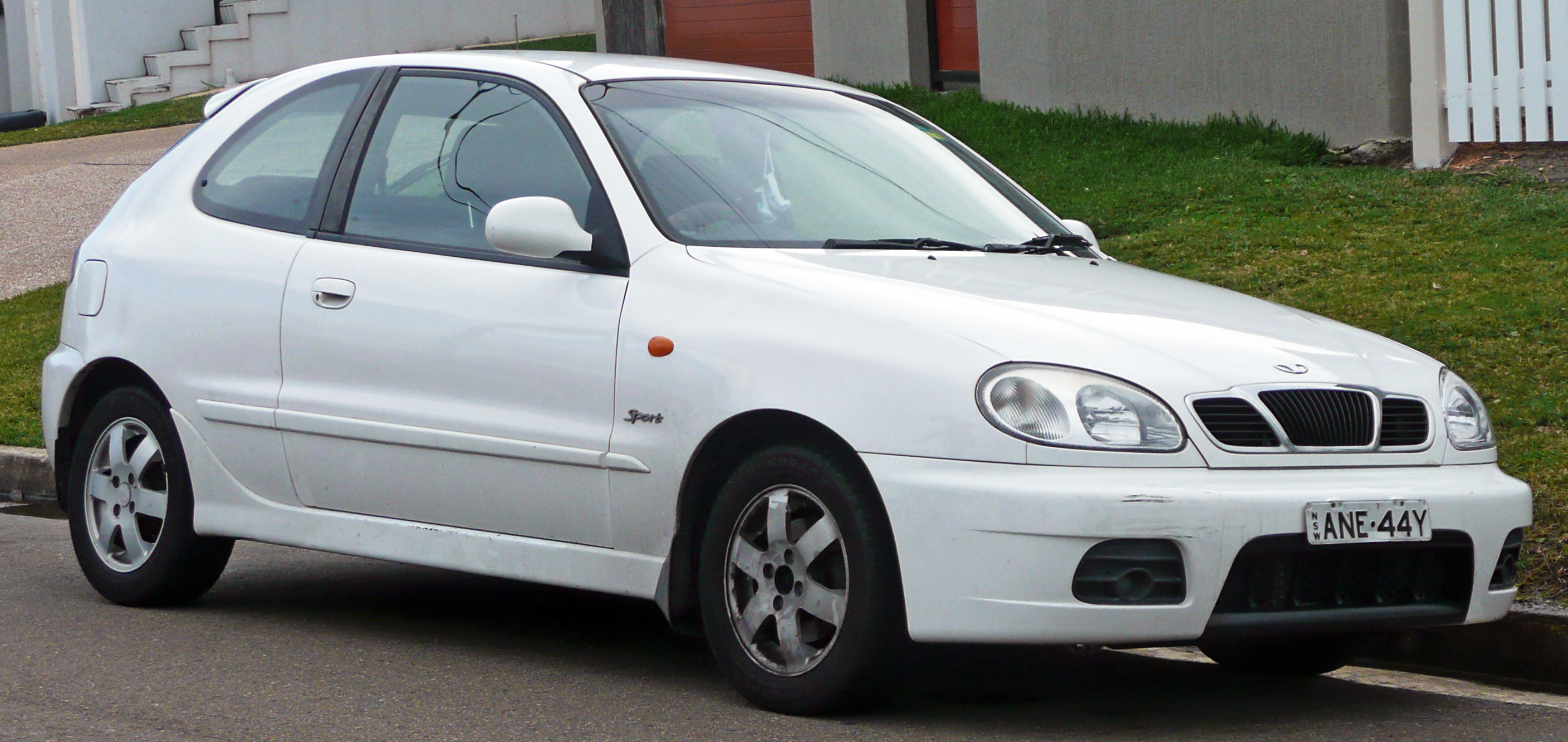
2001 Daewoo Lanos (T150) Sport compacto de tres puertas
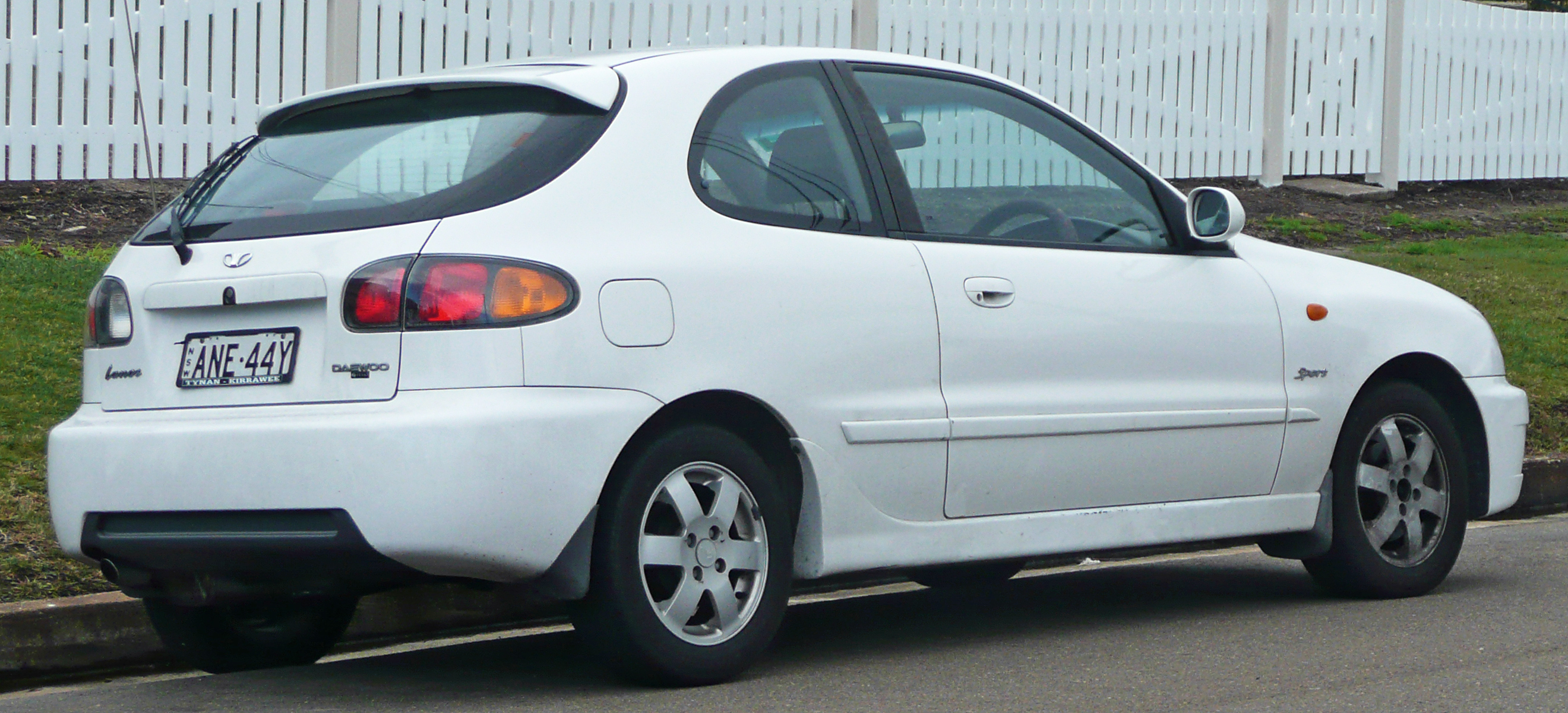
2001 Daewoo Lanos (T150) Sport compacto de tres puertas

## Detalles técnicos
Los coches estaban equipados con motores E-TEC I4 con árbol de levas simple y doble árbol de levas que iban desde 1,5 L (1498 cc 86 CV) SOHC hasta 1,6 L (1598 cc 106 CV) DOHC. En el Reino Unido y muchos países de Europa (como Italia, Francia o Austria) también hay modelos E-TEC 1.4 (1349 cc 75 CV) y 1.6 (1598 cc 106 CV). La suspensión está construida sobre la de un Daewoo Nexia, como la utilizada en el Opel Kadett/Vauxhall Astra Mk2 GTE.
En el aspecto mecánico, todas las versiones de Lanos compartían las mismas piezas con algunas excepciones. Las diferencias entre la versión con motor 1.6 DOHC y las otras versiones eran:
Las versiones 1.6 DOHC estaban equipadas con discos de freno delanteros de 256 mm y cilindros maestros de 22 mm en lugar de los discos de 236 mm y el cilindro maestro de 20 mm que se encuentran en las otras versiones con motores de menor potencia.
Las versiones 1.6 DOHC estaban equipadas con transmisiones de relación larga D16 que tenían una relación de transmisión final ligeramente mayor en comparación con la relación corta D16 que se encontraba en las otras versiones con motores de menor potencia.
Las versiones 1.6 DOHC estaban equipadas con resortes delanteros más rígidos para compensar el motor más pesado en comparación con los dos motores SOHC que se encuentran en las otras versiones.

Los cuatro modelos disponibles eran S, SE, SE Plus, SX y, más tarde, el modelo SPORT. El S era el modelo base y no incluía muchas características estándar (como un reproductor de CD o ventanas eléctricas). El SE era solo un pequeño paso adelante del modelo base S. Sin embargo, el modelo SX generalmente incluía un reproductor de CD, radio y casete junto con ventanas eléctricas, un espejo lateral eléctrico y luces antiniebla. Algunos modelos SX selectos incluso venían con un techo corredizo, aunque no muchos lo tenían. En los últimos años de los Lanos, los modelos SE y SX se eliminaron y se reemplazaron con una nueva línea de acabado llamada SPORT (2001-2002). El SPORT incluía varias características similares al SX, pero también incluía asientos de cuero rojo/negro y un tablero de instrumentos plateado metalizado. Además, el modelo SPORT tenía controles de ventanas ubicados en las puertas en lugar de la consola central (como en las líneas de acabado anteriores).

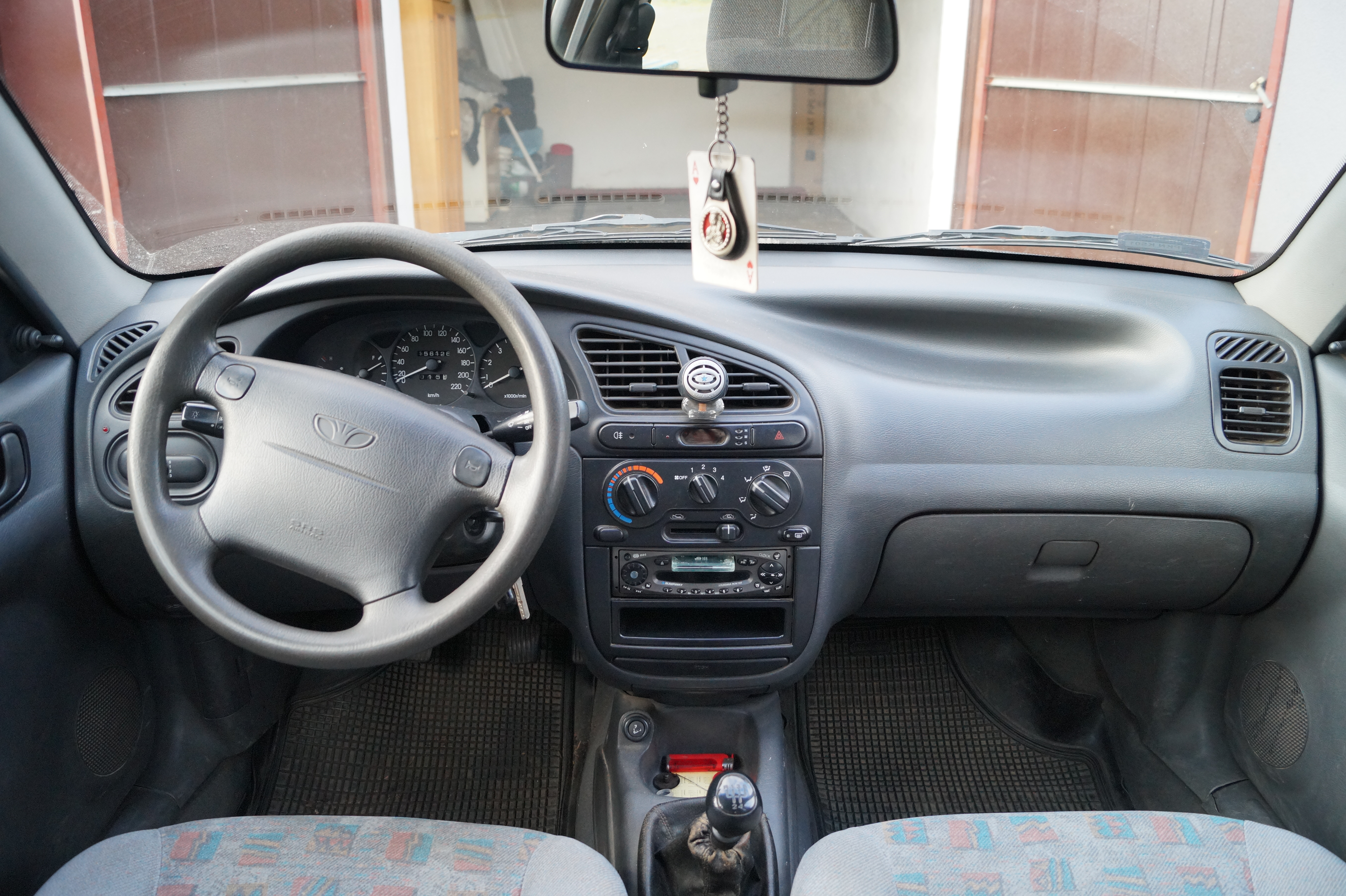
Interior (modelo superior)
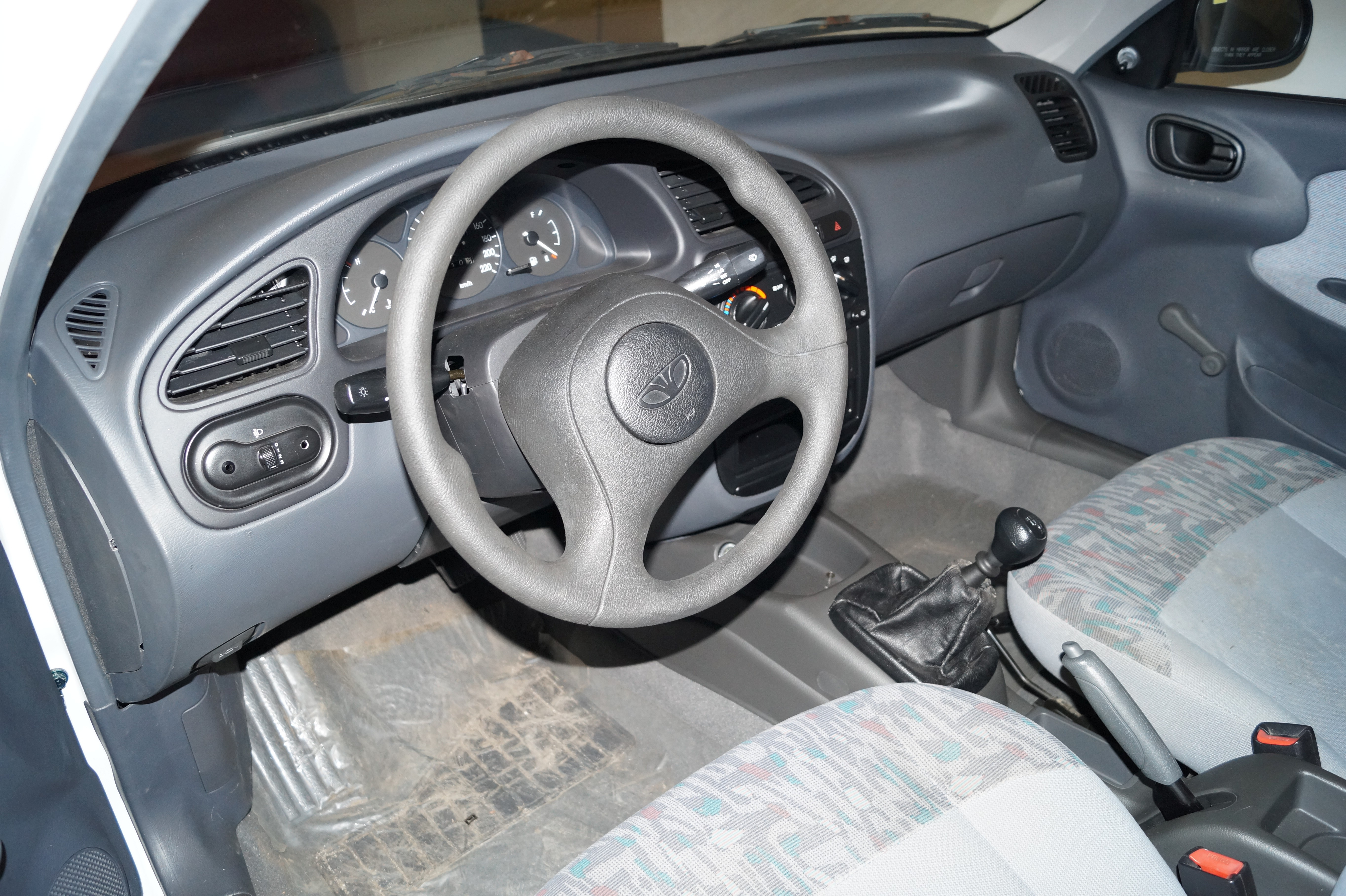
Interior (modelo inferior)
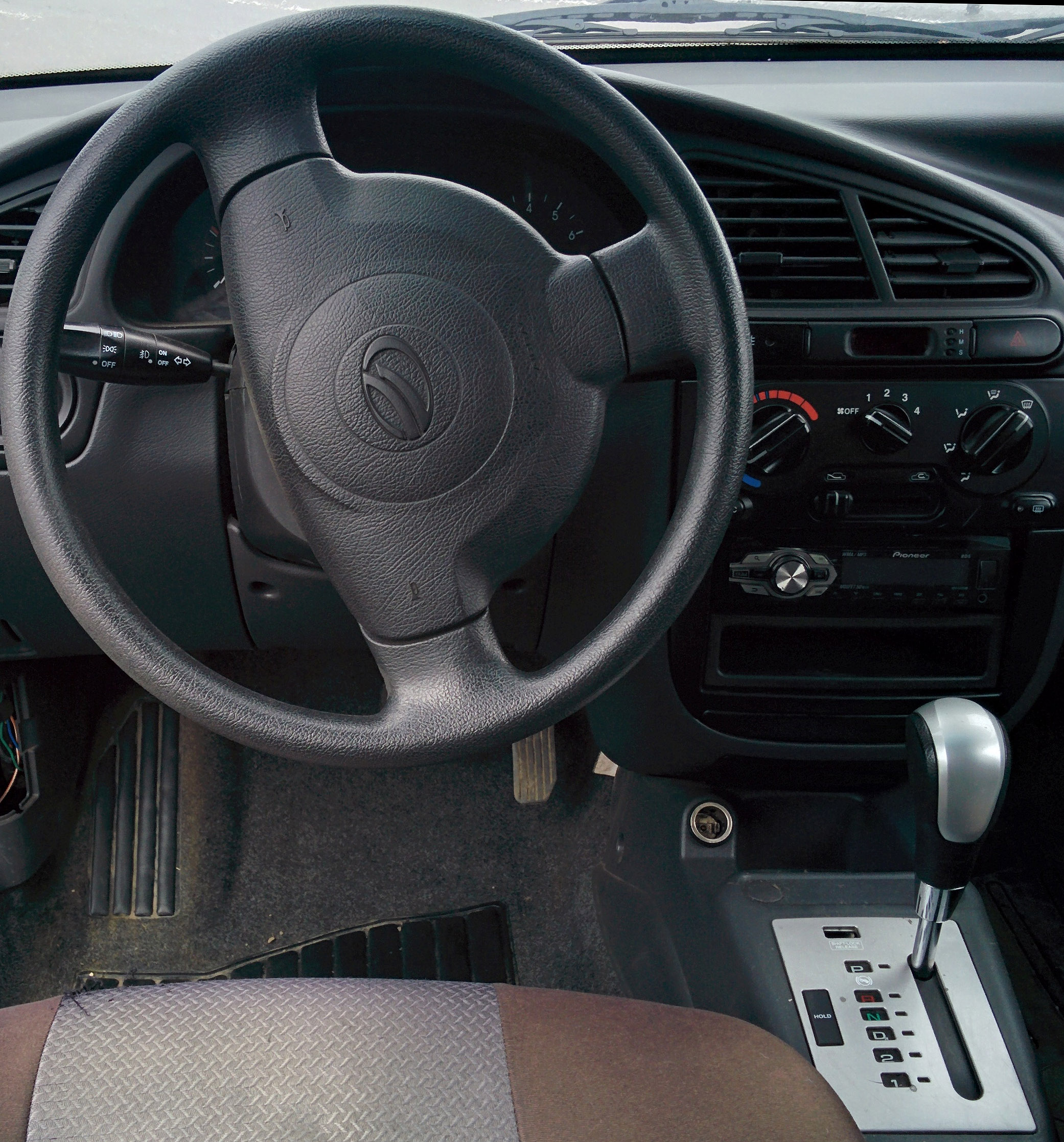
Interior con transmisión automática
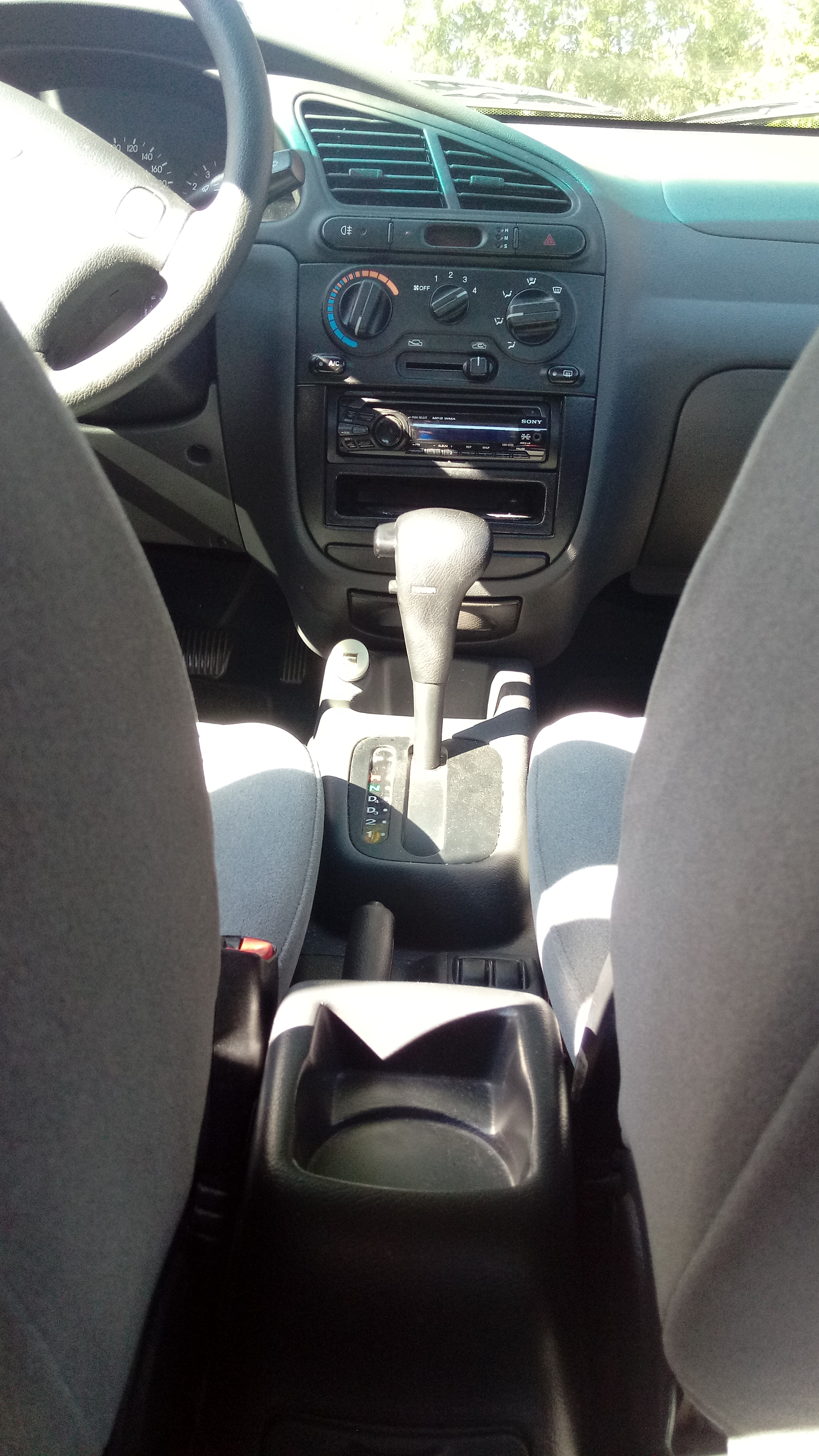
Interior con transmisión automática (2)

## Comercialización y producción
Fuera de Corea del Sur, el Lanos se ha producido en Polonia (de 1997 a 2008), Ucrania (de 1998 a 2017), Rusia (producido brevemente, de 1998 a 2000), Egipto (de 1998 a 2020). La mayor parte de la producción inicial se realizó utilizando kits de ensamblaje completo (CKD), que se suministraron a FSO (en Polonia), ZAZ (en Ucrania), TagAZ (en Rusia), Daewoo Motors Egypt y GM Egypt (en Egipto) y VIDAMCO (en Vietnam).

### Europa Central y Oriental
En Polonia, la planta Fabryka Samochodów Osobowych (FSO) de Varsovia inició la producción del Lanos en 1998. Desde enero de 2005, tras la adquisición de Daewoo por parte de General Motors, el Lanos producido en Polonia empezó a venderse bajo la marca FSO. Se fabricó hasta 2008, pero sólo con el diseño exterior anterior al rediseño.
A partir de 2002, ZAZ equipó algunos de los kits con un motor doméstico MeMZ-307 y vendió esta versión bajo el nombre de Daewoo Sens; esta práctica continúa con el inicio de la producción a gran escala del modelo T150. En diciembre de 2004, ZAZ adoptó el chasis del Lanos para la producción a gran escala e instaló nuevas líneas de soldadura y pintura. A partir de marzo de 2009, la versión actualizada se llama ZAZ Lanos (modelo interno T150). Los motores todavía los suministra GM Daewoo, aunque se ha instalado un motor desarrollado en China por Chery Automobile y hay planes para construir el motor de 1,6 L en la planta de MeMZ.
En 2005, General Motors contrató a ZAZ para proporcionar modelos Lanos ensamblados en Ucrania para los mercados ucraniano y ruso, que se importarían libres de impuestos, gracias a un acuerdo internacional, y se venderían a través de la red de distribuidores de GM. Las ventas del sedán Chevrolet Lanos comenzaron en Rusia en noviembre de 2005.La marca Chevrolet se utilizó para competir eficazmente con el Renault Logan. Desde julio de 2009, se comercializa en Rusia como ZAZ Chance.

En 2006, se introdujo una variante de furgoneta del ZAZ Lanos.

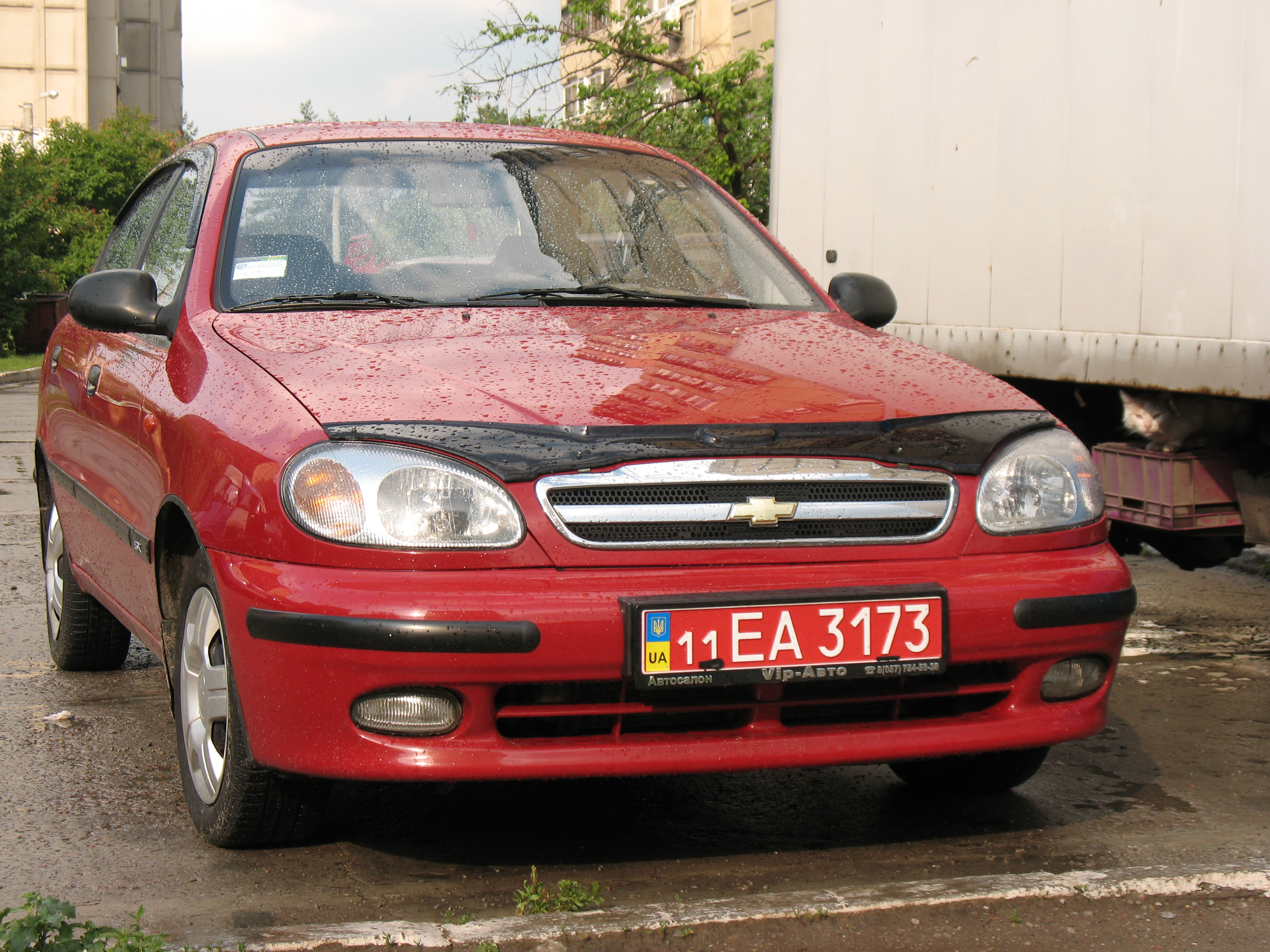
2006 Chevrolet Lanos (T150) sedan
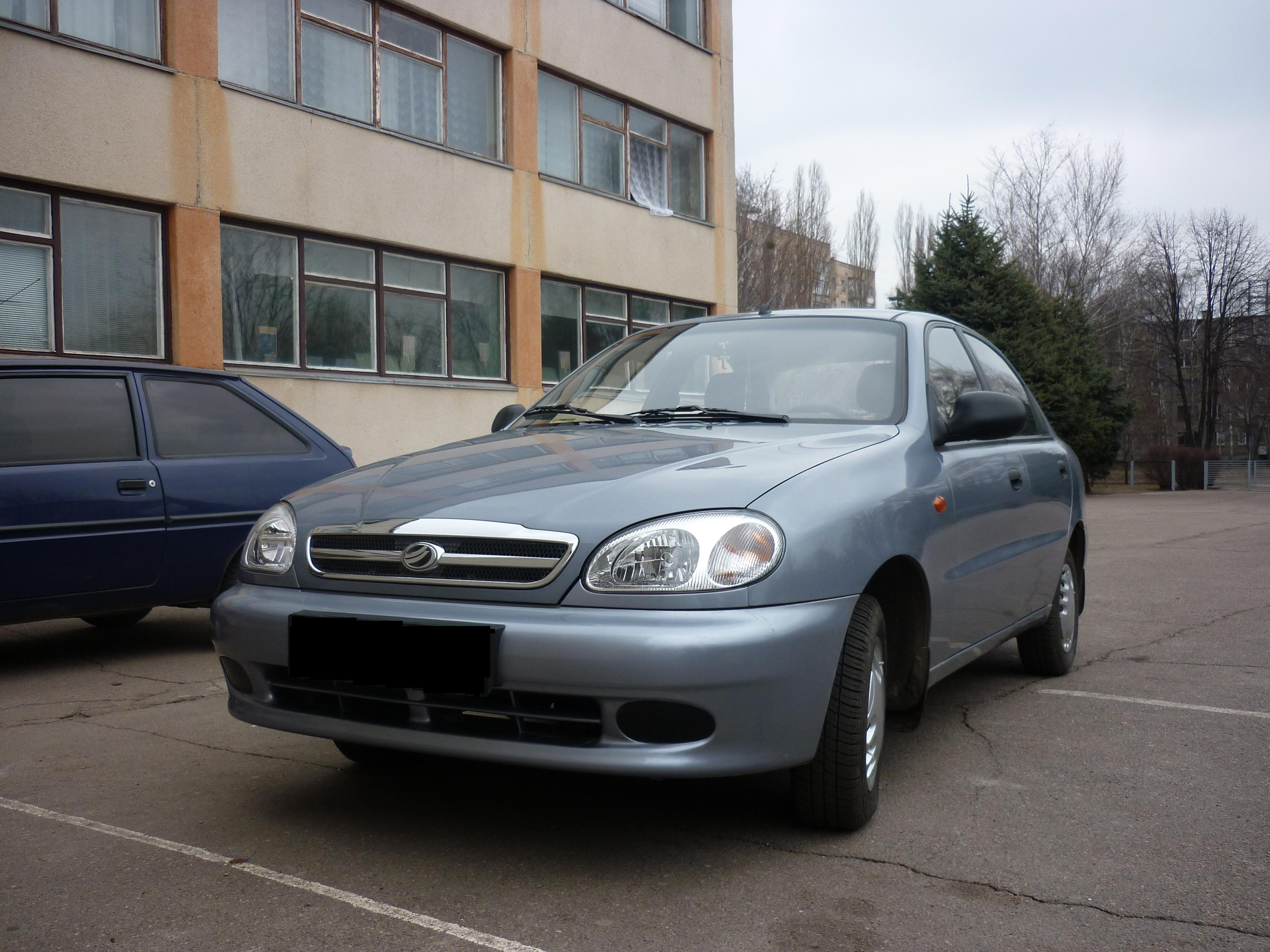
ZAZ Lanos sedan (Ucrania)
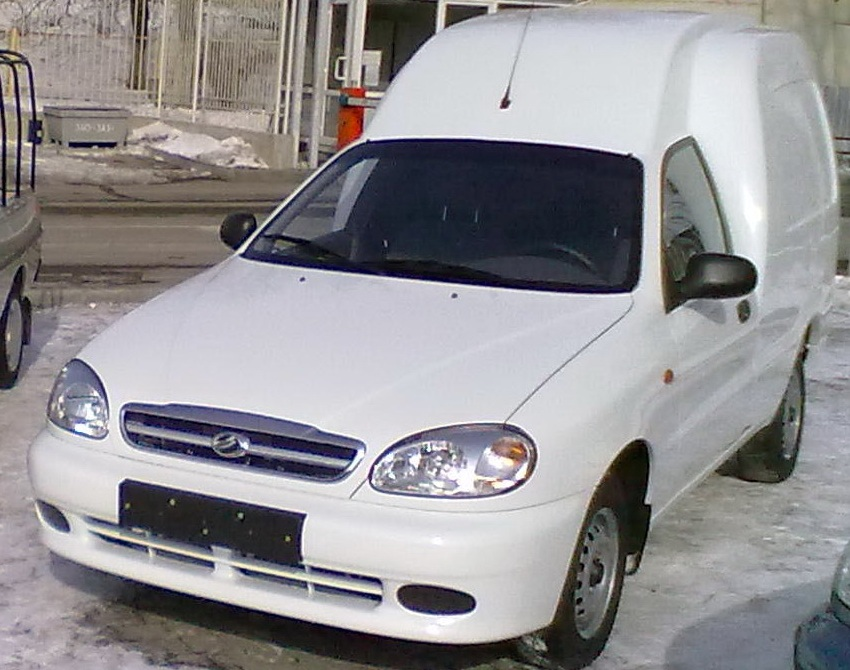
ZAZ Lanos furgoneta
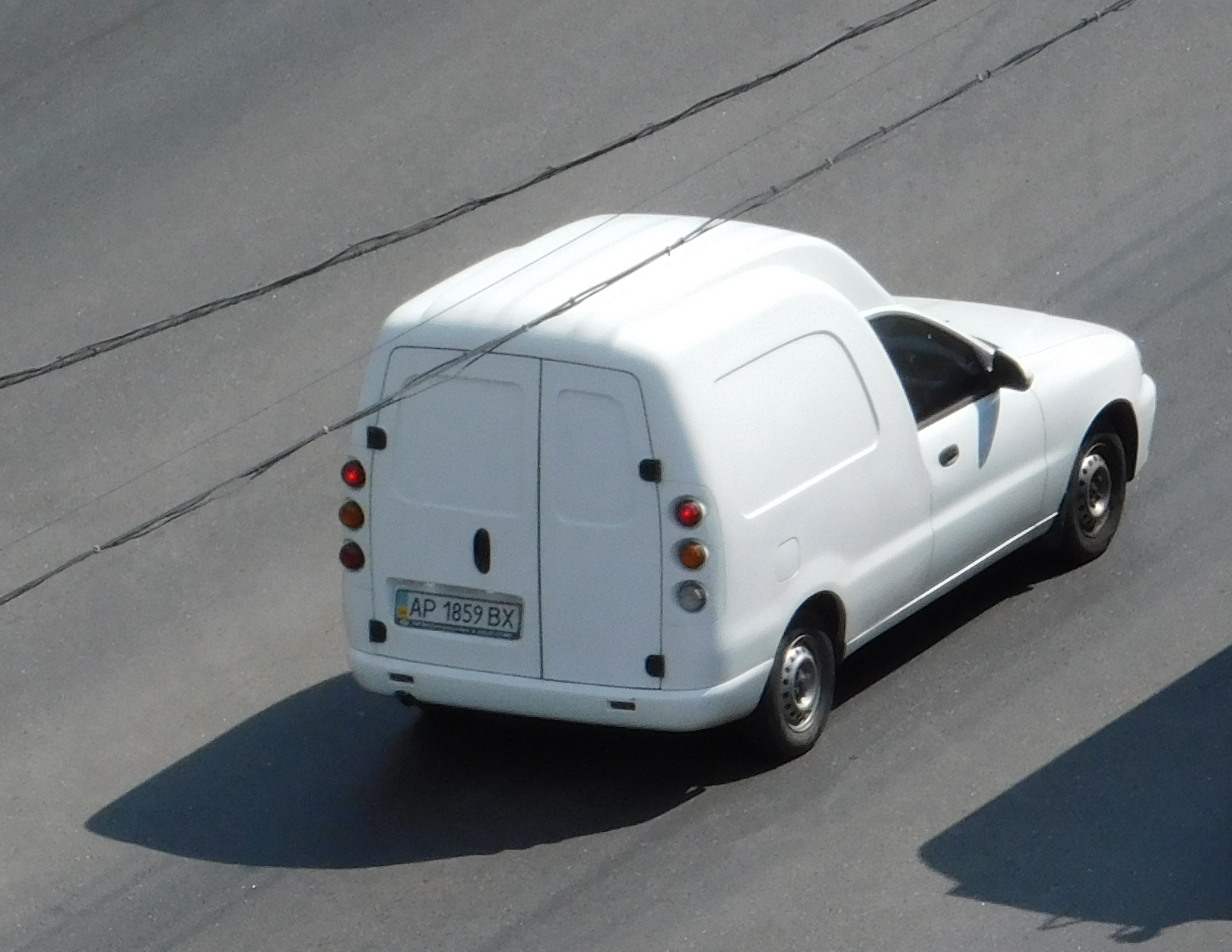
ZAZ Lanos furgoneta (vista trasera)

### Egipto
Desde finales de 1998, la fábrica de Daewoo Motor Egypt en El Cairo comenzó a ensamblar el Daewoo Lanos tanto en carrocerías de 4 puertas como de 5 puertas con el motor 1.5 SOHC.  La versión hatchback se llamó "Juliet". El modelo de 4 puertas estaba disponible en dos versiones:
- El modelo SX, que estaba completamente equipado con todas las opciones más una transmisión automática
- El modelo S, que tenía aire acondicionado, dirección asistida y radio cassette más una transmisión manual

La versión de 5 puertas del Lanos (también conocida como Juliet) venía con todas las opciones del acabado SX, pero con transmisión manual. 
A finales del año 2000, el Lanos se presentó con un diseño de parte trasera diferente y un frente rediseñado (parachoques delantero y parrilla diferentes). Se lo llamó "Lanos II" en este mercado en particular. Una versión SE vino con todas las opciones más la transmisión manual. La versión con transmisión automática se detuvo poco después de la introducción del "Lanos II".
Entre mediados de 2000 y 2001, la fábrica produjo una versión de 4 puertas aún más frugal del Lanos II sin opciones en absoluto, excepto un cassette, que el Ministerio de Defensa egipcio vendió a los oficiales del ejército a un precio decentemente bajo en comparación con el valor del automóvil en ese momento.
El rediseño también incluyó el Juliet de cinco puertas para tener los mismos cambios que la versión de 4 puertas en el frente, pero en la parte trasera solo tenía luces traseras y parachoques de diseño diferente en lugar de una parte trasera de diseño completamente diferente como el sedán. La producción del Juliet se detuvo en 2005.
En noviembre de 2008, GM Egipto comenzó a producir el Chevrolet Lanos en la ciudad 6 de Octubre, a partir de kits suministrados de Ucrania.

## Ventas

### Australia y Norteamérica
El Lanos finalmente fue descontinuado después del año modelo 2002, reemplazado en todo el mundo por el Daewoo Kalos. Daewoo cesó sus operaciones en América del Norte. Después de que GM absorbiera Daewoo para convertirse en GMDAT, Chevrolet comenzó a importar el Daewoo Kalos, rebautizado como Aveo, a Norteamérica a partir del año modelo 2004. Sin embargo, el Lanos sigue vendiéndose en México y Latinoamérica.
Los modelos 2001 y 2002 siguen una tendencia reciente entre los automóviles destinados a venderse en muchos mercados, en el sentido de que sus luces traseras son asimétricas, con la luz antiniebla y la luz de marcha atrás ocupando lugares complementarios en el lado del conductor y del lado del pasajero respectivamente; en consecuencia, las luces traseras difieren entre los ejemplos con volante a la izquierda y a la derecha.

### Ucrania
En Ucrania, el Lanos ha sido el coche más vendido desde al menos 2006, hasta 2014 (excepto 2012), siendo producido por el fabricante local ZAZ bajo su propia marca (a partir de 2005). A lo largo de los años, se compraron 364.000 coches en Ucrania. La producción finalizó en 2017.

## Fabricación fuera de Corea del Sur
El Lanos fue ensamblado y vendido bajo diversos nombres:
- Polonia: ensamblado y luego fabricado por la Fabryka Samochodów Osobowych (FSO), y vendido como FSO Lanos.
- Rusia: ensamblado por TagAZ, y vendido como Doninvest Assol.
- Ucrania: ensamblado y fabricado por AvtoZAZ, y vendido como Daewoo Sens o Chevrolet Lanos.
- Egipto: en este país también fue ensamblado y se vende como Chevrolet Lanos, este modelo sería ensamblado por la planta de la General Motors Egypt y Speranza Motors.

## Usos y competencia
El Lanos fue muy usado como automóvil particular, y también como taxi colectivo (Chile). En este país, los taxistas debían comprar un Lanos como vehículo particular, para después modificarlo para el servicio urbano como lo indican las leyes pertinentes.
En Colombia, el uso del Lanos en el servicio público de transporte de pasajeros en la modalidad de Taxi resultó ruinoso; debido al alto precio del combustible, y a la pésima calidad mecánica de sus componentes de motor; que dicho sea de paso, vendrían de países como Ucrania o Polonia, donde los controles de calidad sobre los materiales y la construcción son nulos, y que aparte eran de dudosa calidad. Aparte, en el servicio particular dicho coche era muy apreciado por su dureza en vías sin asfaltar, y a su economía de consumo, cosa que los modelos convertidos a gas natural combustible llevaban como ventaja. Al ser reemplazado con el Chevrolet 7:24 por la GM de Colombia se suplió el bache creado por su cese de importación para el servicio público.
En Venezuela, son numerosos los Lanos que se utilizan como taxi.
Los principales competidores del Lanos (tanto en taxi como particular) fueron:
- Nissan Tsuru V16
- Hyundai Accent
- Kia Rio
- Renault Clio
- Lada Samara
- Toyota Yaris
- Volkswagen Gol

## El Lanos en la cultura popular
En la película Taxi: derrape total, el coche del protagonista es un modelo Romeo. La heroína dice: "¿Es este tu coche? ¿Un Daewoo?". Él lo odia y sus habilidades de conducción son terribles, por lo que no puede salir del coche en una situación de aparcamiento en paralelo. Una escena de broma que muestra la mala percepción de Daewoo Motors en los Estados Unidos en ese momento. 
El vehículo de Red, un personaje de la película Pineapple Express (Superfumados) de 2008 protagonizada por Seth Rogen, es el mismo vehículo que ayuda a Craig Robinson a atropellar y matar a Matheson, burlándose de él por haber sido atropellado y asesinado por un Daewoo Lanos. Es prácticamente la mejor escena de esta película. Más tarde, un grupo de gánsteres coreanos hace estallar el escondite del villano y el coche explota, aplastando a Carol, una policía corrupta que cooperó con el villano Ted, con el capó.
También, en la película Ajeossi (El hombre sin pasado) - Cuando Tae-sik Cha es atacado en el pasado, un Lanos Juliet aparece cerca.